# اندیس جوبریون
جوبریون یک اندیس فلزی است که در حوالی شهر شاهرود استان سمنان قرار دارد و مادهٔ معدنی موجود در آن، سرب و روی است.  